# ¿De dónde sacas eso?
"¿De dónde sacas eso?" é uma canção da dupla americana de música pop Ha*Ash. Foi lançado pela Sony Music Latin em 11 de julho de 2012 como single. É o quarto single do seu álbum de estúdio A Tiempo (2011).

## Composição e desempenho comercial
Foi lançado oficialmente como o segundo single do seu álbum de estúdio A Tiempo em 11 de julho de 2012. "¿De dónde sacas eso?" foi escrito por Ashley Grace, Hanna Nicole e José Luis Ortega, enquanto Michele Canova produziu a música. A música é baseada na história de uma das irmãs da dupla, que segundo suas palavras se apaixonou por um homem mau. Em 2012, as irmãs foram reconhecidas pela Sociedade de Autores e Compositores do México pela composição dessa música.
A canção atingiu a terceira posição da mais ouvida nas rádios do México. Em 2014, a música recebeu o disco ouro no México.

## Vídeo musical
O vídeo musical de "¿De dónde sacas eso?" gravado ao vivo para o álbum A Tiempo (Edition Deluxe) foi lançado em 1 de agosto de 2011 na plataforma YouTube no canal oficial de Ha*Ash. O vídeo mostra as irmãs tocando a música ao vivo.
O videoclipe oficial de "¿De dónde sacas eso?", foi lançado em 11 de julho de 2012.

### Versão En vivo
O videoclipe gravado para o álbum ao vivo En vivo, foi lançado em 6 de dezembro de 2019. O vídeo foi filmado em Auditório Nacional em Cidade do México, no dia 11 de novembro de 2018.

## Desempenho nas tabelas musicais
| Tabela musical (2012)             | Maior posição |
| --------------------------------- | ------------- |
| México - (Mexico Espanol Airplay) | 4             |
| México - (Mexico Airplay)         | 9             |
| México - (Monitor Latino)         | 3             |

| Tabela musical 2012       | Posição |
| ------------------------- | ------- |
| México - (Monitor Latino) | 3       |

## Vendas e certificações
| Região | Certificação | Vendas/distribuição |
| --- | ------------ | ------------------- |
| México (AMPROFON) | Ouro         | 30,000 ^            |
| *vendas baseadas apenas na certificação ^distribuições baseadas apenas na certificação ‡dados de streaming baseados somente em certificação |              |                     |

## Prêmios
| Ano  | Cerimônia    | Nomeação     | Resultado |
| ---- | ------------ | ------------ | --------- |
| 2012 | Premios SACM | Sucesso SACM | Venceu    |

## Histórico de lançamento
| Região       | Data                | Formato          | Gravadora        | Ref.  |
| ------------ | ------------------- | ---------------- | ---------------- | ----- |
| Mundialmente | 11 de julho de 2012 | Digital download | Sony Music Latin | [ 1 ] |